# Baía de San Diego

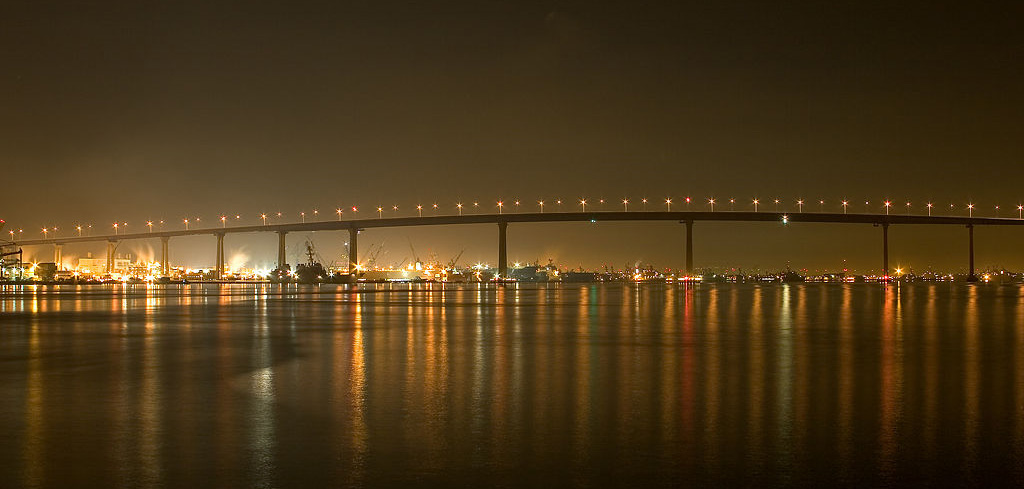
Vista noturna da Baía de San Diego e da Ponte Coronado.

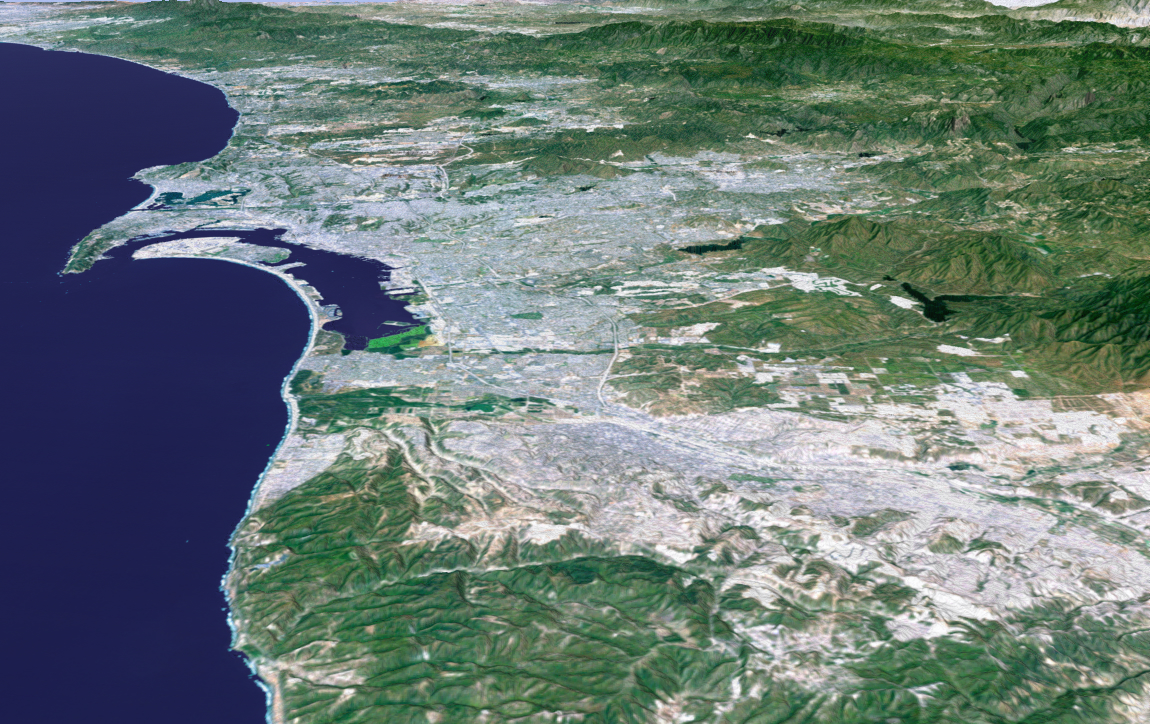
Baía de San Diego e o resto da área metropolitana de San Diego e Tijuana.

A Baía de San Diego (em inglês:  San Diego Bay) é um porto natural adjacente à San Diego, Califórnia. Tem 19 km de comprimento e de 1.6 a 4.8 km de largura. A baía faz fronteira com as cidade de San Diego, National City, Imperial Beach e Coronado.
A fronteira ocidental da baía é protegida no Oceano Pacífico por um longa e estreita faixa de terra, chamada de Silver Strand (Praia prateada). No norte da Silver Strand se encontra a North Island(Ilha Norte), o local da Naval Air Station North Island (onde se encontram vários porta-aviões, inclusive o USS Ronald Reagan (CVN-76)) e também Coronado. A Marinha dos Estados Unidos tem outras três instalações na baía: Base Naval de San Diego, Base Naval de Point Loma (base de submarinos nucleares) e Naval Amphibious Base Coronado.
O Porto comercial de San Diego possui duas instalações para container (uma para containeres refrigerados) e um terminal para cruzeiros. No porto passam mais de 3 milhões de toneladas de carga anualmente. Pelo terminal de cruzeiros passam mais de 250 navios por ano totalizando aproximadamente 1 milhão de passageiros. Na baía encontram-se dezenas de marinas e nove clubes de iate, incluindo o Clube de Iates de San Diego onde aconteceu a America's Cup (copa de barcos à vela) em 1988 e 1995.
O Porto de San Diego gerencia a baía e administra as terras públicas adjacentes a ela. O porto é uma entidade governamental criada pela legislação em 1962, a qual obtém seus lucros de tarifas e aluguéis pagos pelos tenentes do distrito.